# Giambattista De Curtis
Giambattista De Curtis (ur. 20 lipca 1860 w Neapolu, zm. 15 stycznia 1926 tamże) – włoski poeta i malarz. Napisał szereg tekstów do pieśni neapolitańskich, skomponowanych przez brata Ernesta De Curtisa, w tym do „Torna a Surriento” (1902).

## Życiorys i twórczość
Giambattista De Curtis urodził się 20 lipca 1860 roku w Neapolu jako pierwszy z sześciu synów Giuseppe i Elisabetty Minnon. Obdarzony naturalnym talentem artystycznym rozpoczął działalność jako malarz i dekorator. Oprócz malarstwa uprawiał poezję i muzykę w formie symbiozy artystycznej, jaką była pieśń neapolitańska.
Ze światem pieśni neapolitańskiej zetknął się po raz pierwszy w wieku dwudziestu lat, w domu muzyka Vincenza Valente, który zaprezentował mu swoją piosenkę, zatytułowaną „’A pacchianella”. Giambattista De Curtis napisał do niej tekst, debiutując tym samym jako poeta pieśni dialektalnej. Począwszy od tego czasu aż do końca życia napisał dziesiątki tekstów do pieśni (do niektórych z nich skomponował również muzykę). „’A pacchianella” została opublikowana przez wydawnictwo Bideri w 1889 roku pod tytułem „Che buò fa?” W tym samym roku powstała „Muglierema commo fa?”, a w roku następnym ”’I pazziava”.
W 1891 roku Giambattista De Curtis zaprzyjaźnił się z Guglielmo Tramontano, burmistrzem miasta i właścicielem luksusowego i renomowanego hotelu w Sorrento, który zlecił mu wykonanie w nim dekoracji i fresków. Z okazji wizyty ówczesnego premiera Włoch Giuseppe Zanardellego w Sorrento Guglielmo Tramontano zwrócił się do Giambattisty De Curtisa O skomponowanie okolicznościowej pieśni. Ten porozumiał się z bratem i wspólnie skomponowali okolicznościowy utwór. Zanardelli zatrzymał się w należącym do burmistrza hotelu Imperial Hotel Tramontano 15 września 1902 roku, kiedy odbywał podróż do regionu Basilicata. Wtedy też pieśń ta została wykonana publicznie po raz pierwszy; wykonawczynią była Maria Cappiello.
W latach 1891–1910 Giambattista De Curtis przebywał głównie w Sorrento, które stało się stałym źródłem jego inspiracji poetyckich. W 1892 roku nawiązał kontakt z niejaką Carmela Muione, która zainspirowała do napisania jednej z jego najbardziej uroczych piosenek (do której także skomponował muzykę): „Carmela”, opublikowanej przez Bideri w 1894 roku, znanej również pod tytułem „Duorme. Carmè”. Z 1893 roku pochodzą: „’A mezzanotte” i „’e Spagna”. Kolejne dwa lata były w jego życiu najbardziej produktywne. W 1894 roku, oprócz publikowania pieśni „Carmela”, napisał teksty i muzykę takich pieśni jak: „Canzona cafona”, „Custantina”, „Mmaculatì”, „Signò, dicite sì”, „Voglio trasì” oraz tekst do pieśni „Ninuccia” (z muzyką Valente). W 1895 roku powstały: „Tiempe felice” (do muzyki Valente), „’A picciotta” (tekst oraz muzyka), „’Iso sensibile”, „Mo va mo vene”, „Venezia benedetta” (tekst oraz muzyka). W 1896 roku napisał tekst i muzykę do „Marii”, którą uważał za jedno ze swych najpiękniejszych dzieł. W latach 1897–1906 pisał teksty do pieśni brata: „’A primma vota” (utwór debiutancki Ernesta), „Amalia”, wspomniane już „Torna a Surriento”, „’A muntanara”, „’A surrentina”. „Amalia”, opublikowana przez Bideri w 1902 roku i poświęcona była Amalii Russo, z którą brat zawarł wkrótce związek małżeński. Z tego samego okresu pochodzą „Femmena bella” (tekst i muzyka), wydana przez Santoianni w 1900 roku, „Capri” (napisana we współpracy z bratem), „’A cchiù bella figliola”, „’A luce elettrica”, „Cunsiglia”, „Vita bella” i „Vita nova” (wydane przez Ricordi w roku 1905), „Guardame un momento”, „Mariabella” (wydana przez Bideri w roku 1905), „Santa mia”, „Senza camisa”, „Spuse nuvelle” oraz „’Sotto ’a Walbero ’e ulive” (tekst i muzyka, z 1907 roku).
W 1910 roku poślubił Carolinę Scognamillo. Para nie doczekała się potomstwa. Wcześniej, w 1908 roku w Teatro San Ferdinando reprezentował swoją sztukę Pentita, o której zachowało się niewiele informacji, podobnie zresztą jak o jego działalności malarskiej. Po 1911 roku napisał kilka tekstów do pieśni brata: „’Im'arircordo 'e te” (1911; znanej też jako „Lucia Lucì”), „So ’nnamurato ’e te” (1912) i „Miru te” (1914). W późniejszym okresie pracował jako ilustrator i projektant okładek do pieśni na głos i fortepian, wydawanych przez wytwórnię Santojanni oraz folderów dla festiwalu w Piedigrotta.
W 1916 roku przeprowadził się do mieszkania w Vomero. Zaczął odczuwać samotność i fizyczną niemoc. Po wyjeździe brata w 1922 roku Ameryki utrzymywał z nim korespondencję wysyłając mu od czasu do czasu teksty do jego nowych pieśni. Zapadł na postępujący paraliż. Zmarł 15 stycznia 1926 roku. Starszy 15 lat od Ernesta, pozostawał w jego cieniu jego sławy, choć był tym, który zachęcił go do komponowania piosenek i polecił go neapolitańskiemu wydawcy muzycznemu, Ferdinandowi Bideriemu.
Administracja gminy Sorrento ustawiła na placu przed dworcem kolejki Circumvesuviana popiersie artysty z brązu, dzieło rzeźbiarza Antonia Maura; na cokole pomnika umieszczono płytę pamiątkową z kilkoma wersami pieśni „Torna a Surriento”.